# Ирина Хумнена
Ирина Хумнена (ок. 1292 — до 1360) — византийская религиозная писательница, монахиня. Дочь писателя и государственного деятеля Никифора Хумна. Была замужем за деспотом Иоанном Палеологом. После смерти мужа в 1308 году, не имея детей, она стала монахиней под именем Евлогия и основала монастырь Христа Филантропа в Константинополе. Несмотря на уход в монастырь принимала активное участие в интеллектуальной жизни столицы, собрав большую библиотеку и поддерживая общение с учёными.

## Биография
Вероятно, Ирина была второй дочерью Никифора Хумна — как минимум, в его завещании она названа второй. Помимо этого, у неё была сестра и четыре брата. Дата её рождения точно не известна, но если она овдовела в возрасте около 16 лет в 1308 году, это даёт 1291 или 1292 год. О её матери не известно ничего, кроме её сильной религиозности. Подробности полученного Ириной в детстве образования тоже не известны но, судя по стилистике её сохранившихся произведений, оно не было очень хорошим. Влияние её отца на императора Андроника II Палеолога (1282—1328) было настолько велико, что император сам предложил выдать Ирину замуж за трапезундского императора Алексея II. Этот проект не был реализован, поскольку Алексей женился на грузинской принцессе Джияджак Джакели. Вслед за этим возник план женить на Ирине сына императора, деспота Иоанна Палеолога. Несмотря на возражения императрицы Ирины Монферратской, желавшей для своего сына более блестящей партии, брак был заключён вскоре после Пасхи 1303 года. Как жена деспота, Ирина получила титул василиссы. Согласно свидетельствам современников, этот брак был счастливым, но не долгим. По Никифору Григоре он продлился два года, а Георгий Пахимер говорит о смерти Иоанна Палеолога в 1307 — начале 1308 года.
Смерть мужа стала трагедией для Ирины. Повторный брак для неё был не возможен без потери статуса, поэтому единственным выходом стал уход в монастырь. Её духовным учителем стал Феолипт, епископ Филадельфии в Малой Азии, который убедил её посвятить себя служению Богу. Он же и постриг её в монахини. Часть своего имущества Ирина пожертвовала на благотворительность и выкуп военнопленных, а на оставшиеся средства восстановила монастырь Христа Филантропа в Константинополе. Монашеское имя Евлогия она приняла в честь родственницы мужа, сестры императора Михаила VIII. Предположительно основание монастыря произошло в 1312 году. Это был киновитный двойной монастырь, типикон которого сохранился. В монастыри такого типа могли вступать как мужчины, так и женщины, в результате чего в монастырь Христа Филантропа впоследствии вступили оба родителя Ирины-Евлогии. Несмотря на свою молодость, василисса Евлогия, как она сама себя называла, управляла монастырём строго и компетентно. При этом она не претендовала на духовное руководство монахами, оставив это Феолипту. Монастырь достаточно быстро стал популярен, и к моменту её смерти в нём насчитывалось более сотни монашек, разделённых на две категории, «матери» и «сёстры». Первые посвящали себя молитве и богослужению, а вторые занимались хозяйственными обязанностями. Старшим монахиням было разрешено покидать монастырь и заниматься лечебной практикой. Сама Евлогия по субботам и воскресеньям принимала высокопоставленных посетительниц и обменивалась с ними светскими новостями. Также её собеседниками были такие видные интеллектуалы, как историк Никифор Григора и епископ Матфей Эфесский. Помимо этого, Елогия поддерживала связь с миром по причине судебной тяжбы относительно своего приданого. Этот процесс длился три года и завершился только после ходатайства Никифора Хумна императору. До самой смерти Феолипта в 1322 году продолжалась его переписка с Евлогией, из которой видно, что обязанности настоятельницы давались ей с трудом, и она была готова покинуть монастырь. После смерти Феолипта Евлогия подыскала себе нового духовного наставника, имя которого не известно. Вероятно, он был родом из Фессалоник, где были поместья её семьи. Сохранилась их переписка — 14 писем от него и 8 писем от Евлогии, датируемые 1334—1335 годами.
В 1327 году умер её отец и она унаследовала его библиотеку. Постепенно у Евлогии развился интерес к греческой философии, и её переписка 1334—1335 годов касается в том числе и философских вопросов. В разразившейся несколько лет спустя гражданской войне Ирина-Евлогия поддержала противников Иоанна VI Кантакузина и исихастов. В результате этого Григорий Палама и его сторонники часто уподобляли её библейской Иезавели: «Но мы… не боимся нисколько, как жертвы стыда Иезавели, даже если против нас возбуждена некая сумасшедшая власть, вверенная женщине». Осенью 1342 года Евлогия дала убежище в своём монастыре и помогла деньгами одному из лидеров антипаламитов Григорию Акиндину. Акиндину принадлежит другая аналогия в адрес Хумнены: «слишком удивляется тебе вместе с другими и прежде других, твоей мудрости, любви к Богу, возвышенности мыслей и точности твоей относительно всего любимейшая Богом принцесса, … которая, знай, гордилась тобой не меньше, чем Крёз деньгами или Семирамида Вавилоном, или некогда она сама пурпурным платьем, никому она не уступила в благочестии, разрываемая несчастьями, никого (нет) выше её в знании божественных догматов Церкви».